# 高晨維
高晨維（英語：Cleo Ko Sun Wai，1984年10月24日—），香港女歌手，1998年13歲在「新城997 Top One 新一代－劉德華慈善歌唱比賽」公開組中勇奪冠軍，開始了正式歌手生涯，曾是新力唱片公司旗下歌手。2009年，高晨維主攻天碟市場。2013年創辦星格流行音樂學院。2022年起擔任香港浸會大學音樂學院流行音樂的客席講師。

## 背景

### 早年經歷
高晨維出生於一個音樂家庭中，母親梁碧是廣東資深粵劇歌唱者及演員。受到媽媽的影響，高晨維5歲開始已能唱出多首粵曲。10歲後，被鄧麗君的歌聲吸引，一度鑽研其歌曲，亦多次以其歌曲於東南亞各地進行不同演出，包括中國內地、香港、澳門等「慶祝中華人民共和國」多個不同年度的晚宴﹑「馬來西亞天后宮之慈善晚會」﹑「新加坡大型歌唱晚會」﹑國內國慶大型音樂會﹑各地大型會慶等。高晨維曾就讀一所九龍區小學、聖公會諸聖小學及德愛中學，後畢業於香港理工大學金融服務（榮譽）工商管理學系。

### 入行與發展
1998年13歲的高晨維在「新城997 Top One 新一代－劉德華慈善歌唱比賽」公開組中奪得冠軍，自此正式開始了其歌手生涯。她14歲簽約經理人公司，15歲加盟新力唱片公司成為力捧新星，灌錄Sony Shinning Star唱片，于臺灣發行；次年於香港灌錄並發行首張個人廣東大碟《我不是天使》。因為厭倦娛樂圈的生活模式及複雜的人事關係，她17歲決意離開演藝界。2007年，高晨維決定將對歌藝的研究心得，及多年來的經驗教授予有潛質的歌曲愛好者。2009年，高晨維與唱片公司Star Works簽約，正式成為天碟歌手和灌錄唱片。同年8月發行第一張天碟唱片《Mellowdy》，同月於Backstage舉行Live Concert。2010年4月唱片公司再為Cleo度身訂造《Hymn To Love》英文發燒唱片，同月於香港藝術中心壽臣劇院舉行個人演唱會。
及後於2011年，高晨維摘下「第四屆香港青藝節．藝術正能量」青年藝術家金獎，2012年為「全國青年藝術精英大賽」聲樂金獎得主，並創作音樂劇《十秒．夢想啟航》及《忘不了的禮物》。2013年創辦「星格創意藝術」，演出及義工活動愈百場。同年8月籌辦「Make A Change」演唱會。2014年再奪「發放夢想力！夢想舞臺2014」專業評審大獎，並創作及公演音樂劇《十秒．夢想啟航》續集之《再續前緣》。同時再度發行第四張個人唱片《Resilient》，並舉辦「高晨維30演唱會」，觀眾反應熱烈。同年12月為「燦神回歸演笑會 之 七太與你」擔任一連三場演出嘉賓及音樂監督。
2015年1月，她與香港神託會合作，創作及執導音樂劇《夢想酷》。同年7月出演音樂劇《那年五月》女角之一。2015年10月舉辦「The Girl From Future」演唱會，座無虛席。其後於2016年5月擔任「深圳文化博覽會2016 - 廣弘影視產業園會場」的開幕表演嘉賓。同月，更再與香港神託會合作，創作及執導音樂劇「From Zero To Hero」公演。同年7月為「聾協40週年慈善晚會」擔任開幕表演嘉賓，並唱出原創主題曲《心語》。及至2017年7月，高獲得城市青年商會主辦的「創意創業大獎」，2017年11月開設星格流行音樂學院（荃灣分校），同月得到「匯豐青年創業大獎」。2018年5月，她為《李國祥Share With You演唱會》擔任和音歌手。2018年6月創作及執導星格五週年音樂劇《忘不了的禮物II》。2018年7月獲《亞太文化創意產業總會》頒發「第三屆香港文化創意產業大獎2018」。同年9月獲得強制性公積金計劃管理局頒發的好僱主嘉許約章。
高晨維於2019年1月繼續製作音樂劇，擔任聖雅各福群會音樂劇「入伍登陸．大SHOW動」總導演及製作總監。4月為香港青年協會主辦的《「躍」您同行》慈善晚宴擔任演出嘉賓。同年7月為香港潮商學校創作及執導音樂劇<最美麗的盛放>及創作95周年校慶主題曲。同月，三度與香港神託會合作，創作及執導音樂劇「天使Online」公開演出。同年9月擔任星格流行音樂學院及星作樂演藝製作有限公司合辦《嫻情愛意演唱會》音樂總監和表演嘉賓。2019年3月成為創意創業會董事。同年6月開設星格流行音樂學院（港島分校），又擔任《星格熠熠耀東Show》音樂劇執行舞台監督。至2020年，高晨維得到「第六屆青年夢想實踐家」得獎者，2021年5月獲香港中小型企業總商會頒發2021「鵬程中小企青年創意創業獎」，及2021年度「大灣區傑出青年女企業家奬」同年6月開設星格流行音樂學院（銅鑼灣分校）。2022年擔任開電視大型選秀節目《就是青春》的歌唱總指導，同年擔任香港浸會大學音樂學院流行音樂的客席講師。

## 音樂作品

### EP
- 2001年：《我不是天使》

### 發燒天碟
- 2009年：《Mellowdy》
- 2010年：《Hymn To Love》
- 2014年：《Resilient》

## 舞台演出

### 演唱會
- 2010年：《Cleo Ko - Hymn To Love Concert》
- 2013年：《Make A Change Concert》
- 2014年：《高晨維30演唱會》
- 2015年：《「The Girl From Future」演唱會》
- 2018年：《李國祥Share With You演唱會》
- 2019年：《Dream Big 馬浚偉演唱會2019》
- 2019年：《嫻情愛意演唱會》
- 2020年：《攜手瞳行慈善音樂劇場》
- 2023年：《星格十周年呈獻：MM7星戰演唱會》
- 2023年：《馬浚偉演唱會2023｜幸福 · 春夏秋冬 Ma’s Ter Mic》

### 音樂劇（演員）
- 2011年：《十秒．夢想啟航》飾 孤兒園教師
- 2012年：《忘不了的禮物》飾 織織（女主角）
- 2013年：《40+甜蜜蜜頌親恩慈善音樂劇》飾 鄧麗君（女主角）
- 2014年：《那年五月》飾 小燕（女主角）

### 音樂劇（導演）
- 2011年：《十秒．夢想啟航》
- 2012年：《忘不了的禮物》
- 2014年：《十秒．夢想啟航之再續前緣》
- 2014年：《夢想酷》
- 2016年：《百分百主角》
- 2018年：《忘不了的禮物· 貮》
- 2019年：《入伍登陸．大SHOW動》

## 相關報導
- 頭條日報（2014年10月10日）— 高晨維樂做不倒翁 （页面存档备份，存于）
- 新報（2014年10月2日）— 這個月十七日 從音樂再出發
- 創動力媒體（2014年6月12日）— 子程扮熟 回到HiFi碟身邊-高晨維 （页面存档备份，存于）
- Metro 930（2017年12月）— ＜路係自己揀＞專訪  （页面存档备份，存于）
- 香港電台（2018年5月）— 《Made in Hong Kong李志剛》 （页面存档备份，存于）
- 經濟日報（2022年2月）— 【理財Star Talk】前歌手高晨維開音樂學院　逾千學生成功打造炎明熹 （页面存档备份，存于）
- 晴報（2022年12月）— 【理財Star Talk】炎明熹唱歌老師│高晨維曾因屋企破產離開香港樂壇 以過來人身分陪伴學生經歷起跌 （页面存档备份，存于）

## 外部連結
- 星格流行音樂學院 （页面存档备份，存于）